# Юбилеен лист на Македоно-одринското опълчение. 1912 – 1913.
„Юбилеен лист на Македоно-одринското опълчение. 1912 – 1913.“ е български вестник, излязъл в единствен брой на 4 декември 1932 година в София по случай 20 години от участието на Македоно-одринското опълчение в Балканските войни.
Издава се от временния комитет на Македоно-одринските опълченски дружества. Печата се в София, в печатница „Художник“. Във вестника се публикуват статии за историята на опълчението, спомени от войните и други.